# Valvata nowshahrensis
Valvata nowshahrensis is een slakkensoort uit de familie van de Valvatidae. De wetenschappelijke naam van de soort is voor het eerst geldig gepubliceerd in 2012 door Glöer & Pešic.